# Forrest Sherman (Schiff, 2006)
Die USS Forrest Sherman (DDG-98) ist ein Zerstörer der Arleigh-Burke-Klasse. Das Schiff der United States Navy ist benannt nach Admiral Forrest Sherman, der das Amt des Chief of Naval Operations bekleidete.

## Geschichte
Der Bau von DDG-98 begann 1998 mit der Autorisierung des Schiffes und der Bestellung bei Ingalls Shipbuilding. Auf dessen Werft in Pascagoula, Mississippi wurde der Zerstörer im August 2003 auf Kiel gelegt, Stapellauf und Taufe fanden im Oktober ein Jahr später statt. Taufpatin war die Tochter des Namenspatrons, Ann Sherman Fitzpatrick. Offiziell in die Flotte übernommen wurde die Forrest Sherman Anfang 2006.
Stationiert wurde das Schiff in der Naval Station Norfolk. 2007 verlegte der Zerstörer mit drei seiner Schwesterschiffe sowie der Gettysburg und der Philadelphia als Eskorte für den Flugzeugträger Enterprise im Rahmen des Anti-Terror-Krieges der Streitkräfte der Vereinigten Staaten. Im Sommer 2008 nahm die Sherman an Übungen mit der Marine Perus (Partnership of the Americas) und dem multinationalen Manöver UNITAS teil. 2009 war sie Teil der Flottenwoche in Port Everglades und nahm im Juni an der Übung BALTOPS in der Ostsee teil und war in diesem Rahmen Teil der Flotte, die zur Kieler Woche in Kiel fest machte. In den ersten Monaten des Jahres 2022 unternahm die Forrest Sherman Übungen mit Marinen aus verschiedenen Ländern im Nordatlantik und besuchte die Häfen von Stockholm und Gdansk.

## Bewaffnung
Für die Abwehr von anfliegenden Flugkörpern erhielt das Schiff die Flugabwehrraketen RIM-162 Evolved Sea Sparrow Missile (ESSM), die aus dem Vertical Launching System verschossen werden. Zur weiteren Flugabwehr wurde 2009/2010 nachträglich hinter dem achteren Schornsteinaufbau ein Close-In-Weapon-System in Form des Phalanx MK 15 RAM installiert, das beim Bau ab DDG 85 (Block IV) ursprünglich nicht vorgesehen war.